# Tremors 4: The Legend Begins
Tremors 4: The Legend Begins is een Amerikaanse film uit het Weird West-genre (in dit geval western + horror en komedie) uit 2004. De film is de vierde film in de Tremorsserie, maar is in tegenstelling tot de vorige twee films geen vervolg maar een prequel op de eerste film. De film werd geregisseerd door S.S. Wilson. Hoofdrollen werden gespeeld door Michael Gross, Sara Botsford, Billy Drago en Brent Roam.

## Verhaal
De film speelt zich af in 1889, een tijd waarin het mijnwerkersstadje Perfection nog bekendstond als Rejection. De inwoners van het stadje zijn voor hun inkomen volledig afhankelijk van een nabijgelegen zilvermijn. Maar om een of andere reden komen de laatste tijd steeds meer mijnwerkers om het leven.
Als snel blijken de Graboids de daders te zijn. Een warmwaterbron heeft enkele eieren uit laten komen. Hierdoor wordt het te gevaarlijk om in de mijn te werken. Hiram Gummer, de overgrootvader van Burt Gummer en de eigenaar van de mijn, krijgt het nieuws te horen en haast zich naar Rejection. Hij denkt het probleem wel even op te lossen, maar komt al snel tot de conclusie dat de Graboids meer zijn dan hij aankan.
De dorpelingen huren een professionele revolverheld in. Deze kan echter ook niets doen en wordt door de Graboids verslonden. De inwoners van Rejection zijn derhalve gedwongen het probleem zelf op te lossen. Hiram kan een Graboid doden met een punt gun, maar een tweede bijt het vuurwapen kapot. Een andere inwoner slaagt erin een Graboid te doden door het beest tegen een in de grond gestoken zaag aan te laten lopen. De laatste Graboid weet alle vallen te ontwijken. Uiteindelijk kan Hiram het beest naar de oppervlakte lokken, waarna hij de staart van het beest vastzet in het wiel van een stoommachine. De Graboid wordt het wiel ingetrokken en ontploft.
Nu de stad weer veilig is hernoemen de inwoners het “Perfection”. Hiram besluit zich er ook te vestigen, en krijgt van de dorpelingen zelfs een machinegeweer cadeau.

## Rolverdeling
| Acteur              | Personage           |
| ------------------- | ------------------- |
| Michael Gross       | Hiram Gummer        |
| Sara Botsford       | Christine Lord      |
| Billy Drago         | Black Hand Kelly    |
| Brent Roam          | Juan Pedilla        |
| August Schellenberg | Tecopa              |
| J.E. Freeman        | Old Fred            |
| Lo Ming             | Pyong Lien Chang    |
| Lydia Look          | Lu Wan Chang        |
| Sam Ly              | Fu Yien Chang       |
| Neil Kopit          | Victor              |
| Sean Moran          | Western Union Clerk |
| Mathew Seth Wilson  | Brick Walters       |
| John Dixon          | Big Horse Johnson   |
| Dan Lemieux         | Stony Walters       |
| Don Ruffin          | Soggy               |
| Lou Carlucci        | Mine Foreman        |

## Trivia
- Michael Gross is de enige acteur die in alle zes Tremors films meedoet. In deze film speelt hij de overgrootvader van Burt Gummer, het personage dat hij tevens in de overige vijf films speelde.